# A Zöld-foki Köztársaság világörökségi helyszínei
A Zöld-foki Köztársaság területéről eddig egy helyszín került fel a világörökségi listára, nyolc helyszín a javaslati listán várakozik a felvételre. 
| | Cidade Velha ' |
| Felvétel: 2009 |                |
| Kulturális (II)(III)(VI) |                |
| Hivatkozás: 1310, védett terület: 209 ha, pufferzóna: 1796 ha |                |
| A 18. századig Ribeira Grande néven ismert Ciade Velhát portugálok alapították a 15. század közepén amikor Afrika partjait kutató útjaik során kikötöttek a szigeten. Ez volt az első gyarmatváros amit a trópusokon alapítottak. Afrikai partokhoz való közelsége miatt először központi szerepet játszott a portugál terjeszkedésben, majd a 17. században az Atlanti-óceánon keresztül lebonyolított rabszolga kereskedelem fontos állomáshelyévé vált. A település virágkora is a 17. századra esett, amikor kedvező fekvésének köszönhetően lakosai meggazdagodtak. A sziget a mérsékelt és a trópusi égöv határának közelében található ennek hatására a gyarmati mezőgazdaság új formái fejlődtek ki új növények meghonosításával. Az évszázadok során az afrikai és európai lakosok keveredése az első kreol kultúra kialakulásához vezetett. Itt található az alabástrom homlokzatáról is nevezetes Nossa Señora do Rosario-templom, ami a világ legrégebbi gyarmati temploma. A 16. század végén a város védelmére egy erődöt építettek, de ez csak 1712-ig tudta védelmezni a települést, ezután lakói elhagyták és az új fővárosba Praihába menekültek. Az elhagyott település ami jelenleg egy halászfalu ekkor kapta a Ciade Velha (Régi Város) nevet. |                |

## Elhelyezkedése
|  | Cidade Velha |

## Javasolt helyszínek
| Név                                                  | Kép | Típus      | Kritérium | Év    | Hiv. |
| ---------------------------------------------------- | --- | ---------- | --------- | ----- | ---- |
| Nova Sintra történelmi központja                     |     | kulturális | IV, VI    | 2016  |      |
| Chã das Caldeiras természeti park, Fogo              |     | természeti | VIII, X   | 2016  |      |
| Santa Luzia, Branco és Raso szigetek védett övezetei |     | természeti | IX, X     | 2016  |      |
| Tarrafal koncentrációs tábor                         |     | kulturális | III, VI   | 20016 |      |
| Praia történelmi központja                           |     | kulturális | II        | 2016  |      |
| São Filipe történelmi központja                      |     | kulturális | IV, VI    | 2016  |      |
| Cova és Paúl et Ribeira da Torre védett területek]]  |     | vegyes     | V, VII, X | 2016  |      |
| Pedra de Lume sóbányái                               |     | vegyes     | V, VII    | 2016  |      |